# 公共陆基移动网
公共陆基移动网（Public land mobile network，或简称“PLMN”，大陆：公共陆地移动网络、公众陆地移动电话网、公用陆地移动网络、公用陆地移动通信网、公共陆基移动网；台湾：公眾陸地行動網、陸地行動電話網路、公用陸上行動網路、公眾移動電話網絡；香港：公地流動網路）是一电子通讯术语，为基于陆地、必须装备无线电发射台（发射塔）与基地台的移动电话设施的总称，与其他公共陆基移动网络、提供电话通讯的交换网、传送数据和提供因特网服务的服务商实现互联。
PLMN由移动设备国家代码（MCC）和移动设备网络代码（MNC）标识。每个运营商都有其自己的PLMN。

## 公共交换电话网
公用陸上行動網路需要連線到公共交換電話網路（PSTN）才能將數據網路路由到通話網路。就跟網際網路是全球公眾IP的封包交換網路相似，PSTN是由一群語音為主的通話網路相互連結的大網路，它可以是私有或是國有。電路交換的電話網路從亞歷山大·格拉漢姆·貝爾發明電話之後已經有相當大的進步，而且在20世紀末除了部分本地迴路端分機系統以外幾乎已經第七號發信系統化了，而且PSTN也從固定式的電話擴充至移動式系統。
而且PSTN也提供了長距離網際網路的基礎架構以及使用者的這兩個條件。
因為網際網路服務提供商（ISP）支付長途電話營運商來存取他們的基礎設施，並通過分封交換將電路分享給許多用戶使用，網際網路使用者就能避免支付使用費給不屬於他們的ISP。
許多觀察家認為PSTN的遠程規劃是成為網際網路的其中一種應用，不過在此目標達成之前，網際網路需要做一些修改才能實際應用。像是需要應用QoS才能夠提升VoIP技術的通話品質。
PSTN的技術已經被ITU-T大量的標準化，使用的是E.163/E.164位址（通常稱之電話號碼）定址。另外有大量的私有電話網路沒有連線到PSTN，大部分是用於軍事用途。也有一些私有電話網路是在大型公司內運作，然後藉由電話分機系統連線至PSTN。

## 架构
- 載送服務：此服務提供用戶發送訊息至特定的存取點所需的能力。
- 遠程服務：提供用戶利用終端設備功能與其他用戶進行通信的必要條件。
- 補充業務：修改或補充基礎電信服務及提供共同或相關的基礎通信服務。